# Irina Terentjeva
Irina Terentjeva est une fondeuse lituanienne, née le 30 juin 1984 à Visaginas.

## Biographie
Aux Championnats du monde junior 2002, elle remporte une médaille de bronze sur le cinq kilomètres.
Aux Jeux olympiques d'hiver de 2002, elle est 48e du sprint libre et du quinze kilomètres libre.
Elle débute en Coupe du monde en novembre 2002 et obtient son meilleur résultat en novembre 2005 avec une 25e place au dix kilomètres libre de Kuusamo.
Aux Jeux olympiques d'hiver de 2006, elle est 53e de la poursuite, 37e du sprint libre et ne termine pas le trente kilomètres libre.
Aux Jeux olympiques d'hiver de 2010, elle est porte-drapeau de la Lituanie à la cérémonie d'ouverture. Elle y est 63e du dix kilomètres libre et 49e du sprint classique.